# Shōkun (Nō)

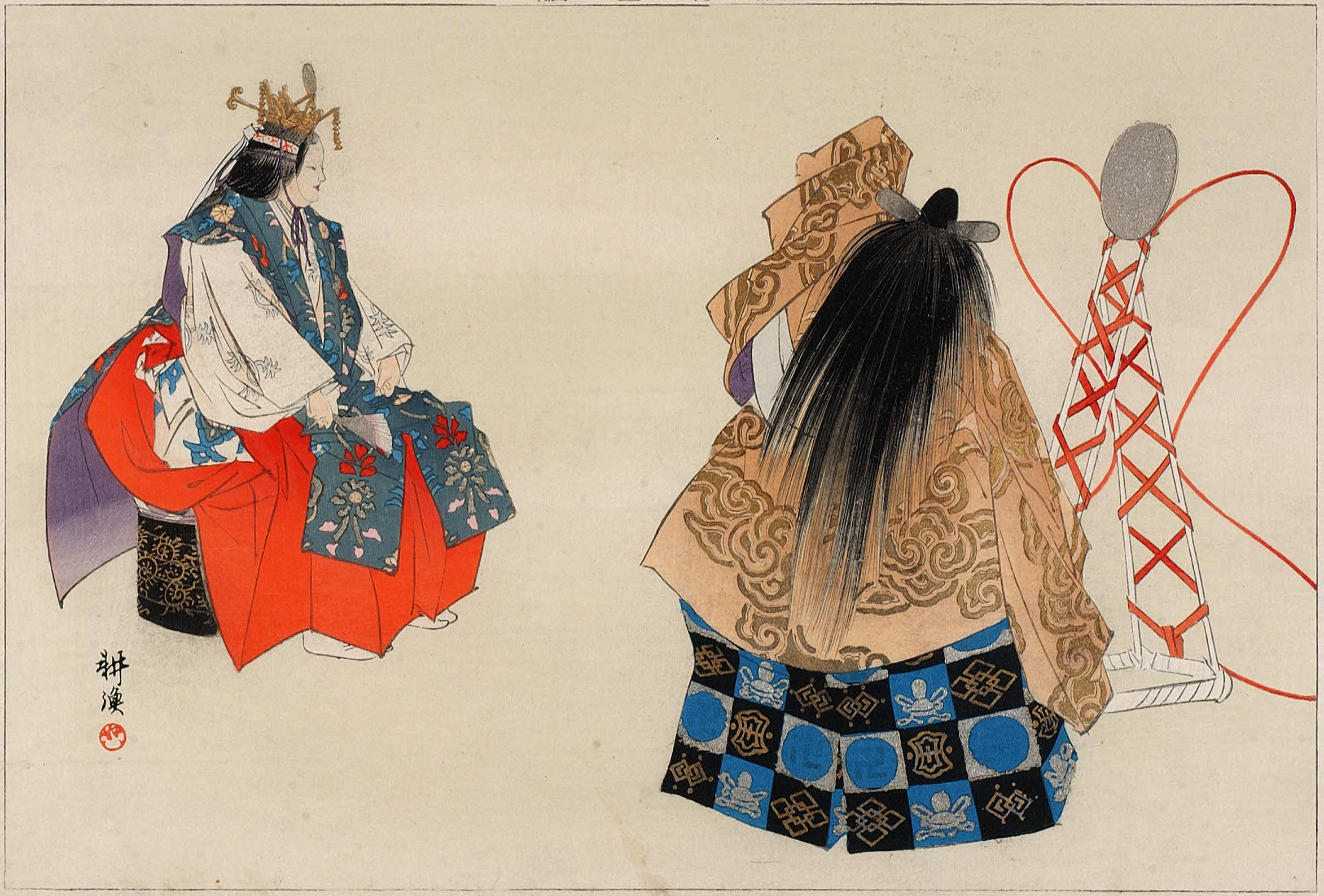
Szene aus „Die Schöne und der Barbar“

Shōkun (japanisch 昭君), chinesisch Zhāojūn, Die Schöne und der Barbar, ist der Titel eines Nō-Dramas. Der Verfasser der Legende ist unbekannt. Es gibt verschiedene Fassungen, so von Zeami und von Zenchiku. Das Stück ist im Rahmen der Nō-Kategorie ein Fünftspiel. 

## Vorbemerkung
Das Stück geht zurück auf eine chinesische Legende: Wang Zhāojūn war eine Hofdame des Kaisers Yuandi. Als China nach langen Kämpfen Frieden mit den Hunnen schloss, verlangte der Hunnenkönig als Unterpfand für die Treue eine Hofdame des Kaisers zur Gattin. Durch unglückliche Umstände fiel die Wahl auf Zhāojūn, die schließlich einsam in der Fremde starb.
- Waki: Ein Reisender
- Tsure: Die Mutter der Zhāojūn, Wang-mu (王母)
- Kogata: Der Geist der Zhāojūn
- Shite I: Der Vater der Zhāojūn, Baitao (白桃, Weißer Pfirsich)
- Shite II: Der Geist des Hunnenkönigs Kokanya Zennu

## Handlung
1. Akt
  1. Vorspiel: (Auf der Bühne steht eine junge Weide, neben ihr ein Spiegel.) Mit Namensnennung tritt ein Reisender auf, der die Eltern der Zhāojūn besuchen möchte. Namensnennung.
  2. Mit orchestralem Klang treten der Vater und die Mutter der Zhāojūn auf. Die Eltern sprechen von ihrer Tochter, deren Schicksal sie singend beklagen.
  3. Wechselrede zwischen den beiden. Sie fegen den Hof und den Platz um die Weide rein. Der Vater rezitiert: „Zu hart ist es, ruhen wir ein wenig.“
  4. Der Reisende erscheint und fragt den Vater, warum er den Boden unter der Weide rein halte. Der Vater erklärt, dass Zhāojūn diese Weide gepflanzt habe, bevor sie ins Hunnenreich ziehen musste. Sie habe gesagt, „wenn ich im Hunnenreich sterbe, stirbt diese Weide auch.“ Es folgt die Erzählung, zum großen Teil vom Chor vorgetragen, wie unter den 3000 Palastdamen Zhāojūn um des Reiches willen gewählt und ins ferne Barbarenland geschickt wurde. Wechselrede zwischen Vater und Mutter. Die Rede kommt auf den Spiegel, der hervorgeholt wird, in ihm erscheine die Tochter. Chor.
  5. Zwischenspiel
2. Akt
  1. Mit orchestralem Klang tritt der Geist der Zhāojūn aus dem Spiegel hervor. Namensnennung. Mit schnellem Flötenklang erscheint der Geist des Hunnenkönigs Zennu. Wechselrede zwischen den beiden. Zhāojūn fordert ihn auf, in den Spiegel zu blicken. Der Hunne tut es und weicht erschrocken zurück. Tanz des Hunnenkönigs. Chor: „Schmachvolle Gestalt …“. (Der Geist des Hunnenkönigs tritt ab.) Schlusschor. „… Selbst im klaren Spiegel des Totenreiches, der Schuld und Sünde spiegelt, bleibt ungetrübt das blütenklare Bild …“.